# Conrado Solsona
Conrado Solsona y Baselga (Barbastro, 18 de febrero de 1851-Madrid, 4 de abril de 1916) fue un periodista, escritor y político español.

## Biografía
Nació el 18 de febrero de 1851 en la localidad oscense de Barbastro. Abogado, fue miembro del cuerpo jurídico militar y jefe superior de Administración. Fue redactor en Madrid de El Imparcial, La Gaceta Popular, El Cronista y La Correspondencia de España. Desde octubre de 1901 se encargó de la dirección del último periódico, cargo que ejerció hasta julio de 1903.
Solsona, que hizo uso del seudónimo "Viernes", fue vicepresidente de la Asociación de la Prensa de Madrid y colaboró a lo largo de su vida en publicaciones como El Barbastrense (1868), Gran Vía (1893), La Ilustración Española, Para Todos (1902), Blanco y Negro (1903), Alma Española y la revista de La Unión Ibero Americana.
Como político, obtuvo escaño de diputado a Cortes  por el distrito canario de Las Palmas (1884), el burgalés de Salas de los Infantes (1896) y el jienense de Baeza (1901 y 1903). También fue senador. Falleció en Madrid el 4 de abril de 1916.
Fue autor de obras como Subir para caer (1876), El mal y el bien (1882) y Ayala, estudio político (1891), esta última sobre Adelardo López de Ayala.